# Доверчивый дракон
«Доверчивый дракон» — советский короткометражный рисованный мультфильм 1988 года.

## Сюжет
Мультфильм про дракона, родившегося в человеческой семье, которой под дверь подбросили яйцо с ним. Семья воспитывала дракона с добротой и сам дракон вырос добрым.

## Съёмочная группа
| автор сценария             | Сергей Шац |
| кинорежиссёр               | Леонид Шварцман                                                                                               |
| художники-постановщики     | Тамара Полетика, Леонид Шварцман                                                                              |
| композитор                 | Михаил Линк                                                                                                   |
| кинооператор               | Александр Чеховский                                                                                           |
| звукооператор              | Борис Фильчиков                                                                                               |
| xудожники-мультипликаторы: | Наталия Богомолова, Галина Зеброва, Татьяна Померанцева, Виктор Арсентьев, Александр Дорогов, Дмитрий Куликов |
| xудожники:                 | Ирина Светлица, Алла Горева, Сергей Маракасов                                                                 |
| ассистент режиссёра        | Галина Андреева                                                                                               |
| монтажёр                   | Ольга Василенко                                                                                               |
| редактор                   | Раиса Фричинская                                                                                              |
| директор съёмочной группы  | Любовь Бутырина                                                                                               |

| Актёр            | Роль    |
| ---------------- | ------- |
| Ольга Аросева    | курица  |
| Людмила Иванова  | соседка |
| Георгий Бурков   | дворник |
| Евгений Весник   | хозяин  |
| Спартак Мишулин  | авиатор |
| Борис Новиков    | пёс     |
| Юрий Пузырёв     | сосед   |
| Леонид Ярмольник | дракон  |